# غول حيدة ناصر سعيد (الوضيع)

تعديل مصدري - تعديل

غول حيدة ناصر سعيد هي إحدى قرى عزلة  الوضيع بمديرية الوضيع التابعة لمحافظة أبين، بلغ تعداد سكانها 40 نسمة حسب تعداد اليمن لعام 2004.